# Quantasoma
Il quantasoma corrisponde morfologicamente ad un'unità fotosintetica costituita da quattro sottounità disposte su un quadrato la cui altezza (misurata con il Fritzacing) è di 90 Å, mentre il diametro risulta essere di 175 Å.
Si possono trovare sulla membrana dei tilacoidi ed è possibile osservare che presentano i pigmenti necessari alla fotosintesi. Inoltre nei quantasomi sono presenti sia il fotosistema I che il II, anche se alcune particelle più piccole presentano solo il sistema I.